# Список глав государств в 1954 году
| 1953 ← Список глав государств по годам → 1955 |

В списке перечислены лидеры государств по состоянию на 1954 год. В том случае, если ведущую роль в государстве играет коммунистическая партия, указан как де-юре глава государства — председатель высшего органа государственной власти, так и де-факто — глава коммунистической партии.
Цветом выделены страны, в которых в данном году произошли смены власти вследствие следующих событий:
- Получение страной независимости;
- Военный переворот, революция, всеобщее восстание ;
- Президентские выборы;
- парламентские выборы, парламентский кризис;
- Смерть одного из руководителей страны;
- Иные причины.

## Азия
|                                                          | Арабские эмираты (протектораты Великобритании)                                   |                                                                                  |                                                           | | |  |
|                                                          |                                                                                  | Абу-Даби                                                                         | Эмир                                                      | Шахбут ибн Султан Аль Нахайян | 1928 год—1966 год |  |
|                                                          | Аджман                                                                           | Эмир                                                                             | Рашид III ибн Хумайд                                      | 1928 год—1981 год | |  |
|                                                          | Дубай                                                                            | Шейх                                                                             | Саид ибн Мактум                                           | 1912 год—1958 год | |  |
|                                                          | Рас-эль-Хайма                                                                    | Эмир                                                                             | Сакр ибн Мухаммад                                         | 1948 год—2010 год | |  |
|                                                          | Умм-эль-Кайвайн                                                                  | Эмир                                                                             | Ахмад II бин Рашид аль-Муалла                             | 1929 год—1981 год | |  |
|                                                          | Эль-Фуджайра                                                                     | Шейх                                                                             | Мохаммед бин Хамад                                        | 1938 год—1974 год | |  |
|                                                          | Шарджа                                                                           | Шейх                                                                             | Сакр III бин Султан                                       | 1951 год—1965 год | |  |
|                                                          | Афганистан                                                                       | Афганистан                                                                       | Король                                                    | Захир-шах | 1933 год—1973 год |  |
| Премьер-министр                                          | Афганистан                                                                       | Афганистан                                                                       | Мухаммед Дауд                                             | 1953 год—1963 год, 1973 год—1978 год | |  |
|                                                          | Бахрейн (протекторат Великобритании)                                             | Бахрейн (протекторат Великобритании)                                             | Хаким                                                     | Салман ибн Хамад Аль Халифа | 1942 год—1961 год |  |
|                                                          | Союз Бирма                                                                       | Союз Бирма                                                                       | Президент                                                 | Ба У | 1952 год—1957 год |  |
| Премьер-министр                                          | Союз Бирма                                                                       | Союз Бирма                                                                       | У Ну                                                      | 1948 год—1956 год, 1957 год—1958 год, 1960 год—1962 год | |  |
| Шанские княжества                                        |                                                                                  |                                                                                  |                                                           | | |  |
|                                                          | Йонгве                                                                           | Саофа                                                                            | Со Шве Тай                                                | 1926 год—1959 год | |  |
| Кенгтунг                                                 | Саофа                                                                            | Саи Лонг                                                                         | 1945 год—1959 год                                         | | |  |
| Локсок (Ятсок)                                           | Саофа                                                                            | Хкун Нсар                                                                        | 1946 год—1959 год                                         | | |  |
| Мокме                                                    | Саофа                                                                            | Хкун Хконг                                                                       | 1915 год—1959 год                                         | | |  |
| Монгнай                                                  | Саофа                                                                            | Сао Пи                                                                           | 1949 год—1959 год                                         | | |  |
| Монгпай                                                  | саофа                                                                            | Хкун Пин Нья                                                                     | 1908 год—1959 год                                         | | |  |
| Монгпон                                                  | Саофа                                                                            | Хсо Хом                                                                          | 1947 год—1959 год                                         | | |  |
| Северное Сенви                                           | Саофа                                                                            | Хом Хпа                                                                          | 1915 год—1959 год                                         | | |  |
| Сипау                                                    | Саофа                                                                            | Кья Сенг                                                                         | 1947 год—1959 год                                         | | |  |
| Южное Сенви                                              | Саофа                                                                            | Хсу Хом                                                                          | 1946 год—1959 год                                         | | |  |
|                                                          | Бруней (протекторат Великобритании)                                              | Бруней (протекторат Великобритании)                                              | Султан                                                    | Омар Али Сайфуддин III | 1950 год—1967 год |  |
|                                                          | Бутан                                                                            | Бутан                                                                            | Король                                                    | Джигме Дорджи Вангчук | 1952 год—1972 год |  |
|                                                          | Государство Вьетнам                                                              | Государство Вьетнам                                                              | Президент                                                 | Бао-дай | 1949 год—1955 год |  |
| Премьер-министр                                          | Государство Вьетнам                                                              | Государство Вьетнам                                                              | Нгуен Фук Быу Лок Нго Динь Зьем                           | 1954 год 1954 год—1955 год | |  |
|                                                          | Демократическая Республика Вьетнам Официально признанное государство в 1954 году | Демократическая Республика Вьетнам Официально признанное государство в 1954 году | Председатель ЦК Партии трудящихся Вьетнама                | Хо Ши Мин | 1951 год—1969 год |  |
| Президент                                                | Демократическая Республика Вьетнам Официально признанное государство в 1954 году | Демократическая Республика Вьетнам Официально признанное государство в 1954 году | 1945 год—1969 год                                         | Хо Ши Мин | |  |
| Премьер-министр                                          | Демократическая Республика Вьетнам Официально признанное государство в 1954 году | Демократическая Республика Вьетнам Официально признанное государство в 1954 году | 1945 год—1955 год                                         | Хо Ши Мин | |  |
| Флаг Израиля                                             | Израиль                                                                          | Израиль                                                                          | Президент                                                 | Ицхак Бен-Цви | 1952 год—1963 год |  |
| Флаг Израиля                                             | Израиль                                                                          | Израиль                                                                          | Премьер-министр                                           | Давид Бен-Гурион Моше Шарет | (1948 год—1954 год, 1955 год—1963 год) 1954 год—1955 год |  |
|                                                          | Индия                                                                            | Индия                                                                            | Президент                                                 | Раджендра Прасад | 1950 год—1962 год |  |
| Премьер-министр                                          | Индия                                                                            | Индия                                                                            | Джавахарлал Неру                                          | 1947 год—1964 год | |  |
| Флаг Индонезии                                           | Индонезия                                                                        | Индонезия                                                                        | Президент                                                 | Сукарно | 1945 год—1949 год, 1950 год—1967 год |  |
| Флаг Индонезии                                           | Индонезия                                                                        | Индонезия                                                                        | Премьер-министр                                           | Али Састроамиджойо | 1953 год—1955 год, 1956 год—1957 год |  |
|                                                          | Иордания                                                                         | Иордания                                                                         | Король                                                    | Хусейн ибн Талал | 1952 год—1999 год |  |
| Премьер-министр                                          | Иордания                                                                         | Иордания                                                                         | Фавзи аль-Мульки Тавфик Абу аль-Худа                      | 1953 год—1954 год (1947 год—1950 год, 1951 год—1953 год, 1954 год—1955 год) | |  |
|                                                          | Ирак                                                                             | Ирак                                                                             | Король                                                    | Фейсал II | 1939 год—1958 год |  |
| Премьер-министр                                          | Ирак                                                                             | Ирак                                                                             | Мухаммад Фадхель аль-Джамали Аршад аль-Умари Нури ас-Саид | 1953 год—1954 год (1946 год, 1954 год) (1930 год—1932 год, 1938 год—1940 год, 1941 год—1944 год, 1946 год—1947 год, 1949 год, 1950 год—1952 год, 1954 год—1957 год, 1958 год)                                                                     | |  |
|                                                          | Иран                                                                             | Иран                                                                             | Шах                                                       | Мохаммед Реза Пехлеви | 1941 год—1979 год |  |
| Премьер-министр                                          | Иран                                                                             | Иран                                                                             | Фазлолла Захеди                                           | 1953 год—1955 год | |  |
|                                                          | Йеменское королевство                                                            | Йеменское королевство                                                            | Король                                                    | Ахмед бен Яхья Хамидаддин | 1948 год—1962 год |  |
|                                                          | Йеменские султанаты и шейхства (протекторат Великобритании Аден)                 |                                                                                  |                                                           | | |  |
|                                                          |                                                                                  | Алави                                                                            | Шейх                                                      | Салих ибн Сайель аль-Алави | 1940 год—1967 год |  |
|                                                          | Акраби                                                                           | Шейх                                                                             | Мухаммад ибн Аль-Фадль аль-Акраби                         | 1940 год—1957 год | |  |
|                                                          | Аудхали                                                                          | султан                                                                           | Салих ибн Аль-Хусейн                                      | 1928 год—1967 год | |  |
|                                                          | Верхний Аулаки                                                                   | Султан                                                                           | Авад ибн Салих                                            | 1935 год—1967 год | |  |
|                                                          | Верхняя Яфа                                                                      | Султан                                                                           | Мухаммад II бин Салих аль-Хархара                         | 1948 год—1967 год | |  |
|                                                          | Дали                                                                             | Эмир                                                                             | Али II бин Али аль-Амири Шафауль III бин Али аль-Амири    | 1947 год—1954 год 1954 год—1967 год | |  |
|                                                          | Касири                                                                           | Султан                                                                           | Аль-Хусейн ибн Али                                        | 1949 год—1967 год | |  |
|                                                          | Куайти                                                                           | Султан                                                                           | Салех ибн Галиб аль-Куайти                                | 1936 год—1956 год | |  |
|                                                          | Лахедж                                                                           | Султан                                                                           | Али III ибн Абд аль-Карим                                 | 1952 год—1958 год | |  |
|                                                          | Мафлахи                                                                          | Шейх                                                                             | Аль-Касим ибн Абд аль-Рахман                              | 1920 год—1967 год | |  |
|                                                          | Нижний Аулаки                                                                    | Султан                                                                           | Насир III ибн Айдарус аль-Аулаки                          | 1947 год—1967 год | |  |
|                                                          | Нижняя Яфа                                                                       | Cултан                                                                           | Айдарус ибн Мухсин аль-Афифи                              | 1925 год—1958 год | |  |
|                                                          | Фадли                                                                            | Cултан                                                                           | Абдаллах IV бин Усман аль-Фадли                           | 1941 год—1962 год | |  |
|                                                          | Шаиб                                                                             | Шейх                                                                             | Кассем ибн Али аль-Саклади                                | 1948 год—1954 год | |  |
|                                                          | Камбоджа                                                                         | Камбоджа                                                                         | Король                                                    | Нородом Сианук | 1941 год—1955 год, 1993 год—2004 год |  |
| Премьер-министр                                          | Камбоджа                                                                         | Камбоджа                                                                         | Чан Нак Нородом Сианук Пенн Нут                           | 1953 год—1954 год (1945 год, 1950 год, 1952 год—1953 год, 1954 год, 1955 год—1956 год, 1956 год, 1957 год, 1958 год—1960 год, 1961 год—1962 год) (1948 год—1949 год, 1953 год, 1954 год—1955 год, 1961 год, 1968 год—1969 год, 1975 год—1976 год) | |  |
|                                                          | Катар (протекторат Великобритании)                                               | Катар (протекторат Великобритании)                                               | Эмир                                                      | Али бин Абдалла Аль Тани | 1949 год—1960 год |  |
|                                                          | Китайская Народная Республика                                                    | Китайская Народная Республика                                                    | Генеральный секретарь ЦК Коммунистической партии Китая    | Мао Цзэдун | 1943 год—1976 год |  |
| Председатель                                             | Китайская Народная Республика                                                    | Китайская Народная Республика                                                    | 1949 год—1959 год                                         | Мао Цзэдун | |  |
| Премьер Госсовета                                        | Китайская Народная Республика                                                    | Китайская Народная Республика                                                    | Чжоу Эньлай                                               | 1949 год—1976 год | |  |
|                                                          | Китайская Республика (Тайвань)                                                   | Китайская Республика (Тайвань)                                                   | Президент                                                 | Чан Кайши | 1950 год—1975 год |  |
| Председатель Исполнительного Юаня                        | Китайская Республика (Тайвань)                                                   | Китайская Республика (Тайвань)                                                   | Чэнь Чэн Юй Хунчунь                                       | 1950 год—1954 год, 1958 год—1963 год 1954 год—1958 год | |  |
|                                                          | Корейская Народно-Демократическая Республика                                     | Корейская Народно-Демократическая Республика                                     | Председатель ЦК Трудовой партии Кореи                     | Ким Ир Сен | 1949 год—1966 год |  |
| Председатель кабинета министров                          | Корейская Народно-Демократическая Республика                                     | Корейская Народно-Демократическая Республика                                     | 1948 год—1972 год                                         | Ким Ир Сен | |  |
| Председатель Президиума Верховного народного собрания    | Корейская Народно-Демократическая Республика                                     | Корейская Народно-Демократическая Республика                                     | Ким Ду Бон                                                | 1948 год—1957 год | |  |
|                                                          | Кувейт (протекторат Великобритании)                                              | Кувейт (протекторат Великобритании)                                              | Шейх                                                      | Абдалла ас-Салем ас-Сабах (Абдалла III) | 1950 год—1961 год |  |
|                                                          | Лаос                                                                             | Лаос                                                                             | Король                                                    | Сисаванг Вонг | 1946 год—1959 год |  |
| Премьер-министр                                          | Лаос                                                                             | Лаос                                                                             | Суванна Фума Катай Дон Сасорит                            | (1951 год—1954 год, 1956 год—1958 год, 1960 год, 1962 год—1975 год) 1954 год—1956 год | |  |
| Флаг Ливана                                              | Ливан                                                                            | Ливан                                                                            | Президент                                                 | Камиль Шамун | 1952 год—1958 год |  |
| Флаг Ливана                                              | Ливан                                                                            | Ливан                                                                            | Премьер-министр                                           | Абдалла Яфи Сами ас-Сольх | (1938 год—1939 год, 1951 год—1952 год, 1952 год, 1953 год—1954 год, 1956 год—1958 год, 1966 год, 1968 год—1969 год) (1945 год—1946 год, 1952 год, 1954 год—1955 год, 1956 год—1958 год) |  |
|                                                          | Малайская Федерация                                                              | Малайская Федерация                                                              | Королева                                                  | Елизавета II | 1952 год—1957 год |  |
| Малайские султанаты (протектораты Великобритании)        |                                                                                  |                                                                                  |                                                           | | |  |
|                                                          | Джохор                                                                           | Султан                                                                           | Ибрагим аль Масихур                                       | 1895 год—1957 год | |  |
|                                                          | Кедах                                                                            | Cултан                                                                           | Бадлишах                                                  | 1943 год—1958 год | |  |
|                                                          | Келантан                                                                         | Султан                                                                           | Ибрагим                                                   | 1944 год—1960 год | |  |
|                                                          | Негери-Сембилан                                                                  | Ямтуан бесар                                                                     | Абдул Рахман                                              | 1933 год—1960 год | |  |
|                                                          | Паханг                                                                           | Султан                                                                           | Абу Бакар Риайат ад-дин Муаззам-шах                       | 1932 год—1974 год | |  |
|                                                          | Перак                                                                            | Султан                                                                           | Юсуф Иззуддин                                             | 1948 год—1963 год | |  |
|                                                          | Перлис                                                                           | Раджа                                                                            | Путра ибни Ал-Мархум                                      | 1945 год—2000 год | |  |
|                                                          | Селангор                                                                         | Султан                                                                           | Хисамуддин                                                | 1938 год—1960 год | |  |
|                                                          | Тренгану                                                                         | Султан                                                                           | Исмаил Насируддин Шах                                     | 1945 год—1979 год | |  |
|                                                          | Мальдивы (протекторат Великобритании)                                            | Мальдивы (протекторат Великобритании)                                            | Президент                                                 | Ибрахим Мухаммад Диди | 1953 год—1954 год |  |
| Король                                                   | Мальдивы (протекторат Великобритании)                                            | Мальдивы (протекторат Великобритании)                                            | Мухаммед Фарид Диди                                       | 1954 год—1968 год | |  |
| Премьер-министр                                          | Мальдивы (протекторат Великобритании)                                            | Мальдивы (протекторат Великобритании)                                            | Ибрагим Али Диди                                          | 1954 год—1957 год | |  |
|                                                          | Монгольская Народная Республика                                                  | Монгольская Народная Республика                                                  | Первый секретарь ЦК Монгольской народной партии           | Юмжагийн Цеденбал Дашийн Дамба | 1940 год—1954 год 1954 год—1958 год |  |
| Председатель Президиума Великого Государственного Хурала | Монгольская Народная Республика                                                  | Монгольская Народная Республика                                                  | Янжмаа Сухбаатарын Жамсарангийн Самбу                     | 1953 год—1954 год 1954 год—1972 год | |  |
| Председатель Совета министров                            | Монгольская Народная Республика                                                  | Монгольская Народная Республика                                                  | Юмжагийн Цеденбал                                         | 1952 год—1974 год | |  |
|                                                          | Непал                                                                            | Непал                                                                            | Король                                                    | Трибхуван | 1911 год—1955 год |  |
| Премьер-министр                                          | Непал                                                                            | Непал                                                                            | Матрика Прасад Коирала                                    | 1951 год—1952 год, 1953 год—1955 год | |  |
|                                                          | Оман (протекторат Великобритании)                                                | Оман (протекторат Великобритании)                                                | Султан                                                    | Саид бин Таймур | 1932 год—1970 год |  |
| Флаг Пакистана                                           | Пакистан доминион Великобритании                                                 | Пакистан доминион Великобритании                                                 | Королева                                                  | Елизавета II | 1952 год—1956 год |  |
| Флаг Пакистана                                           | Пакистан доминион Великобритании                                                 | Пакистан доминион Великобритании                                                 | Генерал-губернатор                                        | Гулам Мухаммад | 1951 год—1955 год |  |
| Флаг Пакистана                                           | Пакистан доминион Великобритании                                                 | Пакистан доминион Великобритании                                                 | Премьер-министр                                           | Мухаммад Али Богра | 1953 год—1955 год |  |
| Флаг Пакистана                                           |                                                                                  | Дир                                                                              | Наваб                                                     | Мохаммад Шах Джахан Хан | 1925 год—1960 год |  |
| Флаг Пакистана                                           |                                                                                  | Калат                                                                            | Хан                                                       | Ахмад Яр | 1933 год—1955 год |  |
| Флаг Пакистана                                           |                                                                                  | Лас Бела                                                                         | Хан                                                       | Гулям Кадир | 1937 год—1955 год |  |
| Флаг Пакистана                                           |                                                                                  | Макран                                                                           | Наваб                                                     | Баи Хан Гишки Балох | 1948 год—1955 год |  |
| Флаг Пакистана                                           |                                                                                  | Хунза                                                                            | мир                                                       | Мухаммад Джамаль Хан | 1945 год—1974 год |  |
|                                                          | Саудовская Аравия                                                                | Саудовская Аравия                                                                | Король                                                    | Сауд ибн Абдул-Азиз | 1953 год—1964 год |  |
| Премьер-министр                                          | Саудовская Аравия                                                                | Саудовская Аравия                                                                | Сауд ибн Абдул-Азиз Фейсал ибн Абдул-Азиз Аль Сауд        | (1953 год—1954 год, 1960 год—1962 год) (1954 год—1960 год, 1962 год—1975 год) | |  |
|                                                          | Сикким                                                                           | Сикким                                                                           | Чогьял                                                    | Таши Намгьял | 1914 год—1963 год |  |
|                                                          | Сирия                                                                            | Сирия                                                                            | Президент                                                 | Адиб аш-Шишакли Хашим Аль-Атаси (и. о.) | 1953 год—1954 год (1936 год—1939 год, 1949 год—1951 год, 1954 год—1955 год) |  |
| Премьер-министр                                          | Сирия                                                                            | Сирия                                                                            | Адиб аш-Шишакли Сабри Асали Саид Гази Фарис аль-Хури      | 1953 год—1954 год (1954 год, 1955 год, 1956 год—1958 год) (1954 год, 1955 год—1956 год) (1944 год—1945 год, 1954 год—1955 год) | |  |
| Флаг Таиланда                                            | Таиланд                                                                          | Таиланд                                                                          | Король                                                    | Рама IX (Пхумипон Адульядет) | 1946 год—2016 год |  |
| Флаг Таиланда                                            | Таиланд                                                                          | Таиланд                                                                          | Премьер-министр                                           | Пибун Сонгкрам (Плек Пибунсонгкрам) | 1938 год—1944 год, 1948 год—1957 год |  |
|                                                          | Турция                                                                           | Турция                                                                           | Президент                                                 | Махмуд Джеляль Баяр | 1950 год—1960 год |  |
| Премьер-министр                                          | Турция                                                                           | Турция                                                                           | Али Аднан Мендерес                                        | 1950 год—1960 год | |  |
|                                                          | Филиппины                                                                        | Филиппины                                                                        | Президент                                                 | Рамон Магсайсай | 1953 год—1957 год |  |
|                                                          | Цейлон (доминион Великобритании)                                                 | Цейлон (доминион Великобритании)                                                 | Королева                                                  | Елизавета II | 1952 год—1972 год |  |
| Генерал-губернатор                                       | Цейлон (доминион Великобритании)                                                 | Цейлон (доминион Великобритании)                                                 | Гервальд Рэмсботам Оливер Эрнест Гунетиллеке              | 1949 год—1954 год 1954 год—1962 год | |  |
| Премьер-министр                                          | Цейлон (доминион Великобритании)                                                 | Цейлон (доминион Великобритании)                                                 | Джон Лайонел Котелавала                                   | 1953 год—1956 год | |  |
|                                                          | Южная Корея                                                                      | Южная Корея                                                                      | Президент                                                 | Ли Сын Ман | 1948 год—1960 год |  |
| Премьер-министр                                          | Южная Корея                                                                      | Южная Корея                                                                      | Пэк Ту Джин Пён Ён Тхэ                                    | (1952 год—1954 год, 1970 год—1971 год) 1954 год | |  |
|                                                          | Япония                                                                           | Япония                                                                           | Император                                                 | Хирохито (император Сёва) | 1926 год—1989 год |  |
| Премьер-министр                                          | Япония                                                                           | Япония                                                                           | Сигэру Ёсида Итиро Хатояма                                | (1946 год—1947 год, 1948 год—1954 год) 1954 год—1956 год | |  |

## Африка
| Флаг                                            | Страна                                 | Страна                                 | Должность                                                                | Имя                                                               | Начало и конец срока                 | Фото |
| ----------------------------------------------- | -------------------------------------- | -------------------------------------- | ------------------------------------------------------------------------ | ----------------------------------------------------------------- | ------------------------------------ | ---- |
|                                                 | Буганда (протекторат Великобритании)   | Буганда (протекторат Великобритании)   | кабака                                                                   | Мутеса II                                                         | 1939 год—1962 год                    |      |
|                                                 | Бурунди (Подопечная территория ООН)    | Бурунди (Подопечная территория ООН)    | Мвами (король)                                                           | Мвамбутса IV                                                      | 1915 год—1966 год                    |      |
|                                                 | Египет                                 | Египет                                 | Президент                                                                | Мохаммед Нагиб                                                    | 1953 год—1954 год                    |      |
| Председатель Совета революционного командования | Египет                                 | Египет                                 | Гамаль Абдель Насер                                                      | 1954 год—1956 год                                                 |                                      |      |
| Премьер-министр                                 | Египет                                 | Египет                                 | Мохаммед Нагиб Гамаль Абдель Насер                                       | (1952 год—1954 год, 1954 год) (1954 год, 1954 год—1962 год)       |                                      |      |
|                                                 | Занзибар (протекторат Великобритании)  | Занзибар (протекторат Великобритании)  | Султан                                                                   | Халифа ибн Харуб                                                  | 1911 год—1960 год                    |      |
|                                                 | Либерия                                | Либерия                                | Президент                                                                | Уильям Табмен                                                     | 1944 год—1971 год                    |      |
|                                                 | Ливия                                  | Ливия                                  | Король                                                                   | Идрис I                                                           | 1951 год—1969 год                    |      |
| Премьер-министр                                 | Ливия                                  | Ливия                                  | Махмуд аль-Мунтасир Мухаммад Сакизли Мустафа Бен Халим                   | (1951 год—1954 год, 1964 год—1965 год) 1954 год 1954 год—1957 год |                                      |      |
|                                                 | Марокко (протекторат Франции)          | Марокко (протекторат Франции)          | Султан                                                                   | Мухаммед (VI) бен Арафа                                           | 1953 год—1955 год                    |      |
|                                                 | Руанда (Подопечная территория ООН)     | Руанда (Подопечная территория ООН)     | мвами                                                                    | Мутара III                                                        | 1931 год—1959 год                    |      |
|                                                 | Салум (протекторат Франции)            | Салум (протекторат Франции)            | маад                                                                     | Фоде Но Гуйе Диуф                                                 | 1935 год—1969 год                    |      |
|                                                 | Свазиленд (протекторат Великобритании) | Свазиленд (протекторат Великобритании) | нгвеньяма (король)                                                       | Собуза II                                                         | 1899 год—1982 год                    |      |
|                                                 | Тунис (протекторат Франции)            | Тунис (протекторат Франции)            | Бей                                                                      | Мухаммад VIII аль-Амин                                            | 1943 год—1956 год                    |      |
|                                                 | Эфиопия                                | Эфиопия                                | Император                                                                | Хайле Селассие                                                    | 1930 год—1936 год, 1941 год—1974 год |      |
| Премьер-министр                                 | Эфиопия                                | Эфиопия                                | Мэконнын Эндалькачоу                                                     | 1942 год—1957 год                                                 |                                      |      |
|                                                 | Южно-Африканский Союз                  | Южно-Африканский Союз                  | Королева                                                                 | Елизавета II                                                      | 1952 год—1961 год                    |      |
| Генерал-губернатор                              | Южно-Африканский Союз                  | Южно-Африканский Союз                  | Эрнест Джордж Янсен                                                      | 1951 год—1959 год                                                 |                                      |      |
| Премьер-министр                                 | Южно-Африканский Союз                  | Южно-Африканский Союз                  | Даниель Франсуа Малан Николас Христиан Хавенга (и. о.) Йоханнес Стрейдом | 1948 год—1954 год 1954 год 1954 год—1958 год                      |                                      |      |

## Европа
| Флаг                                                          | Страна                                    | Страна                                    | Должность                                                            | Имя | Начало и конец срока                                                                                    | Фото |
| ------------------------------------------------------------- | ----------------------------------------- | ----------------------------------------- | -------------------------------------------------------------------- | --- | --- | ---- |
| Флаг Австрии                                                  | Австрия                                   | Австрия                                   | Федеральный президент                                                | Теодор Кёрнер | 1951 год—1957 год                                                                                       |      |
| Флаг Австрии                                                  | Австрия                                   | Австрия                                   | Федеральный канцлер                                                  | Юлиус Рааб | 1953 год—1961 год                                                                                       |      |
|                                                               | Албания                                   | Албания                                   | Первый секретарь Центрального Комитета                               | Энвер Ходжа | 1941 год—1985 год                                                                                       |      |
| Председатель Президиума Народного собрания                    | Албания                                   | Албания                                   | Хаджи Леши                                                           | 1953 год—1982 год                                                                                                 | |      |
| Председатель Совета министров                                 | Албания                                   | Албания                                   | Энвер Ходжа Мехмет Шеху                                              | 1946 год—1954 год 1954 год—1981 год                                                                               | |      |
| Флаг Андорры                                                  | Андорра                                   | Андорра                                   | Соправители                                                          | Венсан Ориоль Рене Коти Президент Французской Республики                                                          | 1947 год—1954 год 1954 год—1959 год                                                                     |      |
| Флаг Андорры                                                  | Андорра                                   | Андорра                                   | Соправители                                                          | Рамон Иглеисас-и-Навори Епископ Урхельский                                                                        | 1943 год—1969 год                                                                                       |      |
| Флаг Бельгии                                                  | Бельгия                                   | Бельгия                                   | Король                                                               | Бодуэн | 1951 год—1993 год                                                                                       |      |
| Флаг Бельгии                                                  | Бельгия                                   | Бельгия                                   | Премьер-министр                                                      | Жан Ван Хаутте Ахилл Ван Аккер                                                                                    | 1952 год—1954 год (1945 год—1946 год, 1946 год, 1954 год—1958 год)                                      |      |
|                                                               | Народная Республика Болгария              | Народная Республика Болгария              | Генеральный (Первый) секретарь ЦК Болгарской коммунистической партии | Вылко Червенков Тодор Живков                                                                                      | 1949 год—1954 год 1954 год—1989 год                                                                     |      |
| Председатель Президиума Народного собрания                    | Народная Республика Болгария              | Народная Республика Болгария              | Георгий Дамянов                                                      | 1950 год—1958 год                                                                                                 | |      |
| Председатель Совета министров                                 | Народная Республика Болгария              | Народная Республика Болгария              | Вылко Червенков                                                      | 1950 год—1956 год                                                                                                 | |      |
|                                                               | Ватикан                                   | Ватикан                                   | Папа                                                                 | Пий XII | 1939 год—1958 год                                                                                       |      |
|                                                               | Великобритания                            | Великобритания                            | Королева                                                             | Елизавета II | 1952 год—2022 год                                                                                       |      |
| Премьер-министр                                               | Великобритания                            | Великобритания                            | Уинстон Черчилль                                                     | 1940 год—1945 год, 1951 год—1955 год                                                                              | |      |
|                                                               | Венгерская Народная Республика            | Венгерская Народная Республика            | Генеральный секретарь ЦК Венгерской партии трудящихся                | Матьяш Ракоши | 1948 год—1956 год                                                                                       |      |
| Председатель Президиума Венгерской Народной Республики        | Венгерская Народная Республика            | Венгерская Народная Республика            | Иштван Доби                                                          | 1952 год—1967 год                                                                                                 | |      |
| Премьер-министр                                               | Венгерская Народная Республика            | Венгерская Народная Республика            | Имре Надь                                                            | 1953 год—1955 год, 1956 год                                                                                       | |      |
|                                                               | Германская Демократическая Республика     | Германская Демократическая Республика     | Генеральный секретарь ЦК Социалистической единой партия Германии     | Вальтер Ульбрихт                                                                                                  | 1950 год—1971 год                                                                                       |      |
| Президент                                                     | Германская Демократическая Республика     | Германская Демократическая Республика     | Вильгельм Пик                                                        | 1949 год—1960 год                                                                                                 | |      |
| Председатель правительства                                    | Германская Демократическая Республика     | Германская Демократическая Республика     | Отто Гротеволь                                                       | 1949 год—1964 год                                                                                                 | |      |
|                                                               | Греция                                    | Греция                                    | Король                                                               | Павел I | 1947 год—1964 год                                                                                       |      |
| Премьер-министр                                               | Греция                                    | Греция                                    | Александрос Папагос                                                  | 1952 год—1955 год                                                                                                 | |      |
| Флаг Дании                                                    | Дания                                     | Дания                                     | Король                                                               | Фредерик IX | 1947 год—1972 год                                                                                       |      |
| Флаг Дании                                                    | Дания                                     | Дания                                     | Премьер-министр                                                      | Ханс Хеттофт | 1947 год—1950 год, 1953 год—1955 год                                                                    |      |
| Флаг Ирландии                                                 | Ирландия                                  | Ирландия                                  | Президент                                                            | Шон Томас О’Келли                                                                                                 | 1945 год—1959 год                                                                                       |      |
| Флаг Ирландии                                                 | Ирландия                                  | Ирландия                                  | Премьер-министр (тишек)                                              | Имон де Валера Джон Костелло                                                                                      | (1937 год—1948 год, 1951 год—1954 год, 1957 год—1959 год) (1948 год—1951 год, 1954 год—1957 год)        |      |
| Флаг Исландии                                                 | Исландия                                  | Исландия                                  | Президент                                                            | Аусгейр Аусгейрссон                                                                                               | 1952 год—1968 год                                                                                       |      |
| Флаг Исландии                                                 | Исландия                                  | Исландия                                  | Премьер-министр                                                      | Оулавюр Триггвасон Торс                                                                                           | 1942 год, 1944 год—1947 год, 1949 год—1950 год, 1953 год—1956 год, 1959 год—1961 год, 1962 год—1963 год |      |
|                                                               | Испания                                   | Испания                                   | Каудильо                                                             | Франсиско Франко                                                                                                  | 1936 год—1975 год                                                                                       |      |
| Премьер-министр                                               | Испания                                   | Испания                                   | 1938 год—1973 год                                                    | Франсиско Франко                                                                                                  | |      |
|                                                               | Италия                                    | Италия                                    | Президент                                                            | Луиджи Эйнауди | 1948 год—1955 год                                                                                       |      |
| Премьер-министр                                               | Италия                                    | Италия                                    | Джузеппе Пелла Аминторе Фанфани Марио Шельба                         | 1953 год—1954 год (1954 год, 1958 год—1959 год, 1960 год—1963 год, 1982 год—1983 год, 1987 год) 1954 год—1955 год | |      |
|                                                               | Лихтенштейн                               | Лихтенштейн                               | Князь                                                                | Франц Иосиф II | 1938 год—1989 год                                                                                       |      |
| Премьер-министр                                               | Лихтенштейн                               | Лихтенштейн                               | Александр Фрик                                                       | 1945 год—1962 год                                                                                                 | |      |
| Флаг Люксембурга                                              | Люксембург                                | Люксембург                                | Великая герцогиня                                                    | Шарлотта | 1919 год—1964 год                                                                                       |      |
| Флаг Люксембурга                                              | Люксембург                                | Люксембург                                | Премьер-министр                                                      | Жозеф Беш | 1926 год—1937 год, 1953 год—1958 год                                                                    |      |
| Флаг Монако                                                   | Монако                                    | Монако                                    | Князь                                                                | Ренье III | 1949 год—2005 год                                                                                       |      |
| Флаг Монако                                                   | Монако                                    | Монако                                    | Премьер-министр                                                      | Анри Сум | 1953 год—1959 год                                                                                       |      |
| Флаг Нидерландов                                              | Нидерланды                                | Нидерланды                                | Королева                                                             | Юлиана | 1948 год—1980 год                                                                                       |      |
| Флаг Нидерландов                                              | Нидерланды                                | Нидерланды                                | Премьер-министр                                                      | Виллем Дрес | 1948 год—1958 год                                                                                       |      |
| Флаг Норвегии                                                 | Норвегия                                  | Норвегия                                  | Король                                                               | Хокон VII | 1905 год—1957 год                                                                                       |      |
| Флаг Норвегии                                                 | Норвегия                                  | Норвегия                                  | Премьер-министр                                                      | Оскар Торп | 1951 год—1955 год                                                                                       |      |
| Флаг Польши                                                   | Польская Народная Республика              | Польская Народная Республика              | Председатель ЦК Польской объединенной рабочей партии                 | Болеслав Берут | 1948 год—1956 год                                                                                       |      |
| Флаг Польши                                                   | Польская Народная Республика              | Польская Народная Республика              | Председатель Государственного совета                                 | Александр Завадский                                                                                               | 1952 год—1964 год                                                                                       |      |
| Флаг Польши                                                   | Польская Народная Республика              | Польская Народная Республика              | Председатель Совета министров                                        | Болеслав Берут Юзеф Циранкевич                                                                                    | 1952 год—1954 год 1954 год—1970 год                                                                     |      |
|                                                               | Португалия                                | Португалия                                | Президент                                                            | Франсишку Кравейру Лопиш                                                                                          | 1951 год—1958 год                                                                                       |      |
| Премьер-министр                                               | Португалия                                | Португалия                                | Антониу ди Салазар                                                   | 1932 год—1968 год                                                                                                 | |      |
|                                                               | Румынская Народная Республика             | Румынская Народная Республика             | Генеральный (первый) секретарь ЦК Румынской коммунистической партии  | Георге Георгиу-Деж Георге Апостол                                                                                 | (1944 год—1954 год, 1955 год—1965 год) 1954 год—1955 год                                                |      |
| Председатель Президиума Великого национального собрания       | Румынская Народная Республика             | Румынская Народная Республика             | Петру Гроза                                                          | 1952 год—1958 год                                                                                                 | |      |
| Премьер-министр                                               | Румынская Народная Республика             | Румынская Народная Республика             | Георге Георгиу-Деж                                                   | 1952 год—1955 год                                                                                                 | |      |
| Флаг Сан-Марино                                               | Сан-Марино                                | Сан-Марино                                | Капитаны-регенты                                                     | Джордано Джакомини и Джузеппе Ренци Джузеппе Форчеллини и Секондо Фьорини Агостино Джакомини и Луиджи Монтирони   | 1953 год—1954 год 1954 год 1954 год—1955 год                                                            |      |
|                                                               | Союз Советских Социалистических Республик | Союз Советских Социалистических Республик | Первый секретарь ЦК КПСС                                             | Никита Хрущёв | 1953 год—1964 год                                                                                       |      |
| Председатель Президиума Верховного Совета СССР                | Союз Советских Социалистических Республик | Союз Советских Социалистических Республик | Климент Ворошилов                                                    | 1953 год—1960 год                                                                                                 | |      |
| Председатель Совета министров                                 | Союз Советских Социалистических Республик | Союз Советских Социалистических Республик | Георгий Маленков                                                     | 1953 год—1955 год                                                                                                 | |      |
|                                                               | Федеративная Республика Германии          | Федеративная Республика Германии          | Федеральный президент                                                | Теодор Хойс | 1949 год—1959 год                                                                                       |      |
| Федеральный канцлер                                           | Федеративная Республика Германии          | Федеративная Республика Германии          | Конрад Аденауэр                                                      | 1949 год—1963 год                                                                                                 | |      |
|                                                               | Финляндия                                 | Финляндия                                 | Президент                                                            | Юхо Кусти Паасикиви                                                                                               | 1946 год—1956 год                                                                                       |      |
| Премьер-министр                                               | Финляндия                                 | Финляндия                                 | Сакари Туомиоя Ральф Тёрнгрен Урхо Калева Кекконен                   | 1953 год—1954 год 1954 год (1950 год—1953 год, 1954 год—1956 год)                                                 | |      |
|                                                               | Франция                                   | Франция                                   | Президент                                                            | Венсан Ориоль Рене Коти                                                                                           | 1947 год—1954 год 1954 год—1959 год                                                                     |      |
| Премьер-министр                                               | Франция                                   | Франция                                   | Жозеф Ланьель Пьер Мендес-Франс                                      | 1953 год—1954 год 1954 год—1955 год                                                                               | |      |
|                                                               | Чехословацкая Социалистическая Республика | Чехословацкая Социалистическая Республика | Президент                                                            | Антонин Запотоцкий                                                                                                | 1953 год—1957 год                                                                                       |      |
| Генеральный секретарь ЦК Коммунистической партии Чехословакии | Чехословацкая Социалистическая Республика | Чехословацкая Социалистическая Республика | Антонин Новотный                                                     | 1953 год—1968 год                                                                                                 | |      |
| Премьер-министр                                               | Чехословацкая Социалистическая Республика | Чехословацкая Социалистическая Республика | Вильям Широкий                                                       | 1953 год—1963 год                                                                                                 | |      |
| Флаг Швейцарии                                                | Швейцария                                 | Швейцария                                 | Президент                                                            | РюРудольф Рюбаттель                                                                                               | 1954 год                                                                                                |      |
|                                                               | Швеция                                    | Швеция                                    | Король                                                               | Густав VI Адольф                                                                                                  | 1950 год—1973 год                                                                                       |      |
| Премьер-министр                                               | Швеция                                    | Швеция                                    | Таге Фритьоф Эрландер                                                | 1946 год—1969 год                                                                                                 | |      |
|                                                               | Югославия                                 | Югославия                                 | Генеральный секретарь Центрального Комитета                          | Иосип Броз Тито                                                                                                   | 1945 год—1980 год                                                                                       |      |
| Президент                                                     | Югославия                                 | Югославия                                 | 1953 год—1980 год                                                    | Иосип Броз Тито                                                                                                   | |      |
| Председатель Правительства                                    | Югославия                                 | Югославия                                 | 1945 год—1963 год                                                    | Иосип Броз Тито                                                                                                   | |      |

## Океания
| Флаг                | Страна                             | Должность          | Имя                  | Начало и конец срока                 | Фото |
| ------------------- | ---------------------------------- | ------------------ | -------------------- | ------------------------------------ | ---- |
| Флаг Австралии      | Австралия                          | Королева           | Елизавета II         | 1952 год—2022 год                    |      |
| Флаг Австралии      | Австралия                          | Генерал-губернатор | Уильям Слим          | 1953 год—1960 год                    |      |
| Флаг Австралии      | Австралия                          | Премьер-министр    | Роберт Мензис        | 1939 год—1941 год, 1949 год—1966 год |      |
| Флаг Новой Зеландии | Новая Зеландия                     | Королева           | Елизавета II         | 1952 год—2022 год                    |      |
| Флаг Новой Зеландии | Новая Зеландия                     | Генерал-губернатор | Чарльз Норри         | 1952 год—1957 год                    |      |
| Флаг Новой Зеландии | Новая Зеландия                     | Премьер-министр    | Сидней Холланд       | 1949 год—1957 год                    |      |
| Флаг Тонги          | Тонга (протекторат Великобритании) | Королева           | Салоте Тупоу III     | 1918 год—1965 год                    |      |
| Флаг Тонги          | Тонга (протекторат Великобритании) | Премьер            | Тауфа’ахау Тупоулахи | 1949 год—1957 год                    |      |

## Северная и Центральная Америка
| Флаг                          | Страна                    | Должность     | Имя | Начало и конец срока                                    | Фото |
| ----------------------------- | ------------------------- | ------------- | --- | ------------------------------------------------------- | ---- |
|                               | Гаити                     | Президент     | Поль Эжен Маглуар                                                                                         | 1950 год—1956 год                                       |      |
| Флаг Гватемалы                | Гватемала                 | Президент     | Хакобо Арбенс Гусман Карлос Энрике Диас де Леон (и. о.) Эльфего Эрнан Монсон Агирре Карлос Кастильо Армас | 1951 год—1954 год 1954 год 1954 год—1957 год            |      |
| Флаг Гондураса                | Гондурас                  | Президент     | Хуан Мануэль Гальвес Хулио Лосано Диас                                                                    | 1949 год—1954 год 1954 год—1956 год                     |      |
| Флаг Доминиканской Республики | Доминиканская Республика  | Президент     | Эктор Трухильо                                                                                            | 1952 год—1960 год                                       |      |
|                               | Канада                    | Королева      | Елизавета II                                                                                              | 1952 год—2022 год                                       |      |
| Генерал-губернатор            | Канада                    | Винсент Мэсси | 1952 год—1959 год                                                                                         |                                                         |      |
| Премьер-министр               | Канада                    | Луи Сен-Лоран | 1948 год—1957 год                                                                                         |                                                         |      |
|                               | Коста-Рика                | Президент     | Хосе Фигерес Феррер                                                                                       | 1948 год—1949 год, 1953 год—1958 год, 1970 год—1974 год |      |
|                               | Куба                      | Президент     | Фульхенсио Батиста                                                                                        | 1940 год—1944 год, 1952 год—1959 год                    |      |
|                               | Мексика                   | Президент     | Адольфо Руис Кортинес                                                                                     | 1952 год—1958 год                                       |      |
|                               | Никарагуа                 | Президент     | Анастасио Сомоса Гарсиа                                                                                   | 1937 год—1947 год, 1950 год—1956 год                    |      |
|                               | Панама                    | Президент     | Хосе Ремон                                                                                                | 1952 год—1955 год                                       |      |
| Флаг Сальвадора               | Сальвадор                 | Президент     | Оскар Осорио Эрнандес                                                                                     | 1950 год—1956 год                                       |      |
|                               | Соединённые Штаты Америки | Президент     | Дуайт Дэвид Эйзенхауэр                                                                                    | 1953 год—1961 год                                       |      |

## Южная Америка
| Флаг           | Страна    | Должность                                         | Имя                                                                    | Начало и конец срока                                                                          | Фото |
| -------------- | --------- | ------------------------------------------------- | ---------------------------------------------------------------------- | --------------------------------------------------------------------------------------------- | ---- |
| Флаг Аргентины | Аргентина | Президент                                         | Хуан Доминго Перон                                                     | 1946 год—1955 год, 1973 год—1974 год                                                          |      |
| Флаг Боливии   | Боливия   | Президент                                         | Виктор Пас Эстенссоро                                                  | 1952 год—1956 год, 1960 год—1964 год, 1985 год—1989 год                                       |      |
|                | Бразилия  | Президент                                         | Жетулиу Варгас Жуан Кафе Филью                                         | (1930 год—1945 год, 1951 год—1954 год) 1954 год—1955 год                                      |      |
|                | Венесуэла | Президент                                         | Маркос Перес Хименес                                                   | 1952 год—1958 год                                                                             |      |
| Флаг Колумбии  | Колумбия  | Президент                                         | Густаво Рохас Пинилья                                                  | 1953 год—1957 год                                                                             |      |
|                | Парагвай  | Президент                                         | Федерико Чавес Кариага Томас Ромеро Перейра (и. о.) Альфредо Стресснер | 1949 год—1954 год 1954 год 1954 год—1989 год                                                  |      |
| Флаг Перу      | Перу      | Президент                                         | Мануэль Одриа                                                          | 1948 год—1950 год, 1950 год—1956 год                                                          |      |
| Флаг Перу      | Перу      | Председатель Совета министров                     | Зенон Норьега Агуэро Роке Аугусто Сальдиас Манинат                     | 1950 год—1954 год (1947 год—1948 год, 1954 год—1956 год)                                      |      |
| Флаг Уругвая   | Уругвай   | Президент Национального правительственного совета | Андрес Мартинес Труэба                                                 | 1951 год—1955 год                                                                             |      |
| Флаг Чили      | Чили      | Президент                                         | Карлос Ибаньес дель Кампо                                              | 1927 год—1931 год, 1952 год—1958 год                                                          |      |
| Флаг Эквадора  | Эквадор   | Президент                                         | Хосе Мария Веласко Ибарра                                              | 1934 год—1935 год, 1944 год—1947 год, 1952 год—1956 год, 1960 год—1961 год, 1968 год—1972 год |      |

## Комментарии
1. ↑  Правительство ушло в отставку после убийства министра обороны Ку Воравонга 18 сентября 1954 года.
2. ↑  Состав правительства утверждён Национальным собранием23 ноября 1954 года.
3. ↑  Вице-президент при первом президенте Мальдив Мохамеде Амине. После его свержения 21 августа 1953 года стал исполняющим обязанности президента Мальдив. На референдуме 1953 года было решено вернуться к монархической форме правления.
4. ↑  Избран королем после референдума 1953 года, на котором было решено вернуться к монархической форме правления.
5. ↑  Свергнут в результате государственного переворота 25 февраля 1954 года.
6. ↑  Должность упразднена 28 ноября 1954 года.
7. ↑  Ушёл в отставку 7 декабря 1954 года.
8. ↑  Смещён со всех постов решением Совета революционного командования 25 февраля 1954 года, но решение отменено 27 февраля.
9. ↑  Смещён с поста и арестован по решению СРК после покушения на Г. А. Насера в Александрии.
10. ↑  Ушёл в отставку 30 ноября 1954 года.
11. ↑  Пост Генерального секретаря ЦК БКП упразднён решением VI съезда БКП, подвергшего критике «культ личности Вылко Червенкова» и снявшего его с высшего партийного поста.
12. ↑  Избран 1-м пленумом ЦК БКП VI созыва.
13. ↑  Правительство ушло в отставку 5 января 1954 года.
14. ↑  Занимал пост премьер-министра в 1947—1952 годах
15. ↑  Подал в отставку 24 марта 1954 года.
16. ↑  Правительство подало в отставку 12 июня 1954 года после получения вотума недоверия в Национальном собрании.
17. ↑  Шестилетний срок президентских полномочий заканчивался 15 марта 1957 года. Подал в отставку по требованию армейского командования после вторжения в страну сил К.Кастильо Армаса.
18. ↑  Военный, полковник, командующий вооружёнными силами. Временный президент. Отправлен в отставку и арестован 29 июня.
19. ↑  Военный, полковник, глава правящей хунты. Передал власть К.Кастильо Армасу.
20. ↑  Военный, полковник, глава начавшегося 18 июня 1954 года вторжения в страну вооружённых формирований правой оппозиции. Прибыл в столицу 3 июля, 8 июля назначен временным президентом, 4 ноября 1954 года был объявлен конституционным президентом.
21. ↑  Вице-президент. В декабре 1954 года, сославшись на конституционный кризис из-за зашедших в тупик президентских выборов, провозгласил себя главой государства.
22. ↑  Покончил с собой 24 августа 1954 года.
23. ↑  Свергнут в результате военного переворота 4 мая 1954 года, арестован.
24. ↑  Организатор военного переворота 4 мая 1954 года. Победил на безальтернативных президентских выборах 11 июля 1954 года